# Trouble Or Nothin'
Trouble or Nothin' é um álbum da cantora americana Robin Beck, lançado em 1989. O trabalho foi produzido por Desmond Child.

## Faixas
1. "Hide Your Heart"
2. "Don't Lose Any Sleep"
3. "If You Were a Woman" (And I Was a Man)
4. "Hold Back the Night"
5. "Save Up All Your Tears"
6. "In a Crazy World Like This"
7. Tears in the Rain"
8. "A Heart For You"
9. "Sleeping With the Enemy"
10. "First Time"